# Seligenstädter Dreieck
Das Seligenstädter Dreieck ist ein Autobahndreieck in Hessen, das sich im Rhein-Main-Gebiet befindet. Es ist das südliche Ende der A 45 (Dortmund – Gießen – Aschaffenburg), die hier an die A 3 (Oberhausen – Frankfurt am Main – Passau) anschließt.

## Geographie
Das Seligenstädter Dreieck liegt auf dem Gebiet der Gemeinden Mainhausen (Hessen) und Stockstadt am Main (Bayern) und damit auf der bayerisch-hessischen Landesgrenze. Die umliegenden Städte und Gemeinden sind Babenhausen, Seligenstadt, Mainaschaff und Kleinostheim. Es befindet sich etwa 25 km südöstlich von Frankfurt und etwa 70 km nordwestlich von Würzburg.
Das Seligenstädter Dreieck trägt auf der A 3 die Nummer 56, auf der A 45 die Nummer 49.

## Geschichte
Die A 3 existiert in diesem Abschnitt bereits seit 1958. Die A 45 wurde im Zuge des Baus zwischen dem Gambacher Kreuz und Seligenstadt in den 1970ern am 26. Juni 1978 für den Verkehr freigegeben.
Da ursprünglich geplant war, die A 45 bis in den Stuttgarter Raum fortzuführen und dort an die A 8 anzuschließen, wurden an diesem Dreieck entsprechende Bauvorleistungen in Form eines angepassten Kleeblattes errichtet. Nachdem diese Pläne – auch wegen des geringen Verkehrsaufkommens ab dem Gambacher Kreuz – verworfen wurden, ist von den vorbereiteten und noch existierenden vier indirekten Rampen nur eine in Betrieb, umgebaut zu einer linksgeführten Trompete. Die anderen drei werden als Dienstwege für die Bewirtschaftung genutzt und sind für den öffentlichen Verkehr gesperrt.

## Ausbauzustand
Die A 3 ist in diesem Bereich sechsstreifig ausgebaut. Die A 45 ist auf vier Fahrstreifen befahrbar. Alle Rampen sind einstreifig. Die indirekten Rampen des geplanten Kleeblatts sind inzwischen zurückgebaut.

## Besonderheiten
Am Seligenstädter Dreieck grenzen neben den Bundesländern Bayern und Hessen auch die Landkreise Darmstadt-Dieburg, Offenbach und Aschaffenburg aneinander.

## Verkehrsaufkommen
Das Dreieck wird täglich von etwa 106.000 Fahrzeugen passiert.
| Von                    | Nach                   | Durchschnittliche tägliche Verkehrsstärke | Durchschnittliche tägliche Verkehrsstärke | Durchschnittliche tägliche Verkehrsstärke | Anteil Schwerlastverkehr | Anteil Schwerlastverkehr | Anteil Schwerlastverkehr |
| Von                    | Nach                   | 2005                                      | 2010                                      | 2015                                      | 2005                     | 2010                     | 2015                     |
| ---------------------- | ---------------------- | ----------------------------------------- | ----------------------------------------- | ----------------------------------------- | ------------------------ | ------------------------ | ------------------------ |
| AS Seligenstadt (A 3)  | Seligenstädter Dreieck | 69.600                                    | 72.800                                    | 87.500                                    | 13,6 %                   | 15,3 %                   | 15,2 %                   |
| Seligenstädter Dreieck | AS Stockstadt (A 3)    | 92.700                                    | 89.200                                    | 97.500                                    | 15,1 %                   | 16,3 %                   | 16,4 %                   |
| AS Mainhausen (A 45)   | Seligenstädter Dreieck | 24.300                                    | 22.300                                    | 26.000                                    | 15,9 %                   | 16,7 %                   | 13,8 %                   |